# Jewish Women's Archive

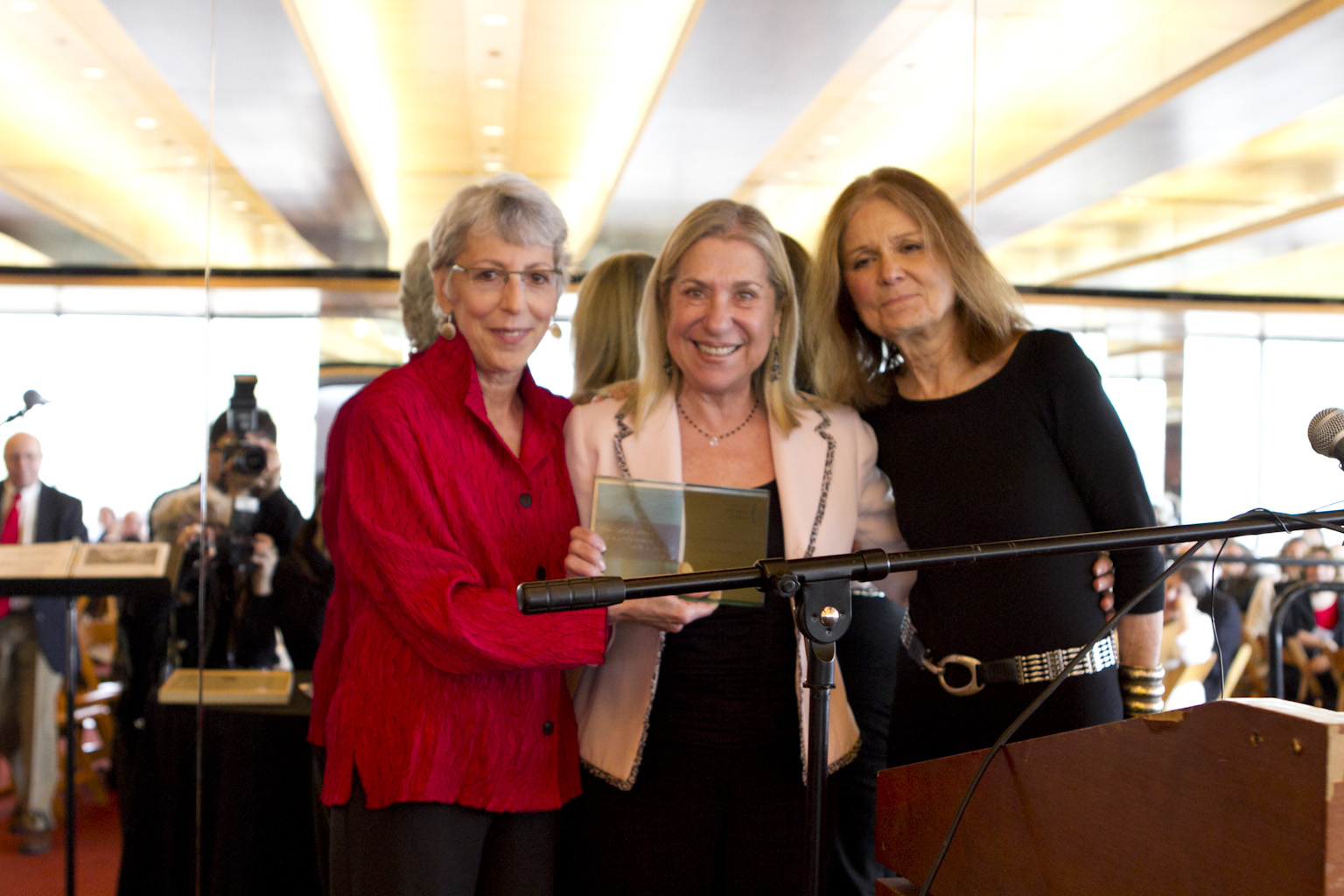
Letty Cottin Pogrebin recebendo um prêmio no almoço anual do Jewish Women's Archive.

O Jewish Women's Archive (JWA) (translit. Arquivo de Mulheres Judias) é uma organização sem fins lucrativos cuja missão é documentar "histórias de mulheres judias, elevar suas vozes e inspirá-las a serem agentes de mudança".
A JWA foi fundada por Gail Twersky Reimer em 1995 em Brookline, Massachusetts, com o objetivo de usar a Internet para aumentar a conscientização e fornecer acesso às histórias de mulheres judias americanas. A JWA disponibiliza uma coleção crescente de informações, exposições e recursos em seu site. Suas atividades incluem a concepção, produção e disseminação de:
- Projetos de história oral de base comunitária
- Exposições online
- Pesquisa acadêmica original
- Materiais educacionais, incluindo currículos, uma série de pôsteres e um guia de história oral
- Institutos de treinamento para educadores que trabalham em ambientes formais e informais
- Documentários

A partir de 2010, a JWA também começou a realizar um Almoço Anual na cidade de Nova Iorque, no qual homenageia três mulheres por seu ativismo e realizações. Em 2010, o foco foi o Triangle Shirtwaist (2010 foi o centenário dessa tragédia). Entre os homenageados estavam Ruth J. Abram (cofundadora do Tenement Museum), Kate Frucher (advogada e empreendedora) e a jornalista Lynn Sherr. Em 2011, o almoço foi intitulado "Making Trouble / Making History". Gloria Steinem apresentou os prêmios, que foram entregues a Elizabeth A. Sackler (Centro de Arte Feminista Elizabeth A. Sackler, Museu do Brooklyn), Rebecca Traister (autora, Big Girls Don't Cry, jornalista) e Letty Cottin Pogrebin (autora, "Deborah, Golda e Me", etc., jornalista, editora fundadora, "Revista Ms.").